# Odontocera pusilla
Odontocera pusilla là một loài bọ cánh cứng trong họ Cerambycidae.